# Mistrzostwa Europy w Lekkoatletyce 2010 – rzut oszczepem mężczyzn
Rzut oszczepem mężczyzn – jedna z konkurencji rozegranych podczas lekkoatletycznych mistrzostw Europy na Estadi Olímpic Lluís Companys w Barcelonie.
Do zawodów przystąpiło dwóch z trzech medalistów poprzednich mistrzostw Europy: złoty medalista Norweg Andreas Thorkildsen oraz drugi w Göteborgu Fin Tero Pitkämäki. Brązowy medalista, Czech Jan Železný, kilka tygodni po mistrzostwach, we wrześniu 2006, zakończył karierę.

## Terminarz
| Data          | Godzina                       | Runda      |
| ------------- | ----------------------------- | ---------- |
| 30 lipca 2010 | Grupa A: 10:20 Grupa B: 12:00 | Eliminacja |
| 31 lipca 2010 | 20:05                         | Finał      |

## Rekordy
Tabela prezentuje rekord świata, Europy oraz czempionatu Starego Kontynentu, a także najlepsze rezultaty w Europy i na świecie w sezonie 2010 przed rozpoczęciem mistrzostw.
| Rekord świata            | Jan Železný         | 98.48 | Jena      | 25 maja 1996     |
| Rekord Europy            | Jan Železný         | 98.48 | Jena      | 25 maja 1996     |
| Rekord mistrzostw Europy | Steve Backley       | 89.72 | Budapeszt | 23 sierpnia 1998 |
| Listy światowe           | Andreas Thorkildsen | 90.37 | Florø     | 29 maja 2010     |
| Listy europejskie        | Andreas Thorkildsen | 90.37 | Florø     | 29 maja 2010     |

## Lista startowa
Do zawodów zgłoszono w sumie 26 zawodników z 14 krajów. Najliczniejszą grupę oszczepników do Barcelony przysłali Finowie – do Katalonii przybyło ich pięciu jednak do konkursu będzie mogło przystąpić tylko trzech z nich. W poniższej tabeli kolorem zaznaczono zawodników, którzy mimo bycia na pierwszych listach startowych ostatecznie nie wystąpią na stadionie.
| Zawodnik            | Reprezentacja | SB    | PB    |
| ------------------- | ------------- | ----- | ----- |
| Andreas Thorkildsen | Norwegia      | 90,37 | 91,59 |
| Petr Frydrych       | Czechy        | 88,23 | 88,23 |
| Tero Pitkämäki      | Finlandia     | 86,92 | 91,53 |
| Teemu Wirkkala      | Finlandia     | 86,53 | 87,23 |
| Vítězslav Veselý    | Czechy        | 86,45 | 86,45 |
| Ilja Korotkow       | Rosja         | 85,47 | 85,47 |
| Harri Haatainen     | Finlandia     | 84,53 | 86,63 |
| Jakub Vadlejch      | Czechy        | 84,47 | 84,47 |
| Matthias de Zordo   | Niemcy        | 84,38 | 84,38 |
| Ołeksandr Pjatnycia | Ukraina       | 84,11 | 84,11 |
| Vadims Vasiļevskis  | Łotwa         | 84,08 | 90,73 |
| Tero Järvenpää      | Finlandia     | 83,91 | 86,68 |
| Siergiej Makarow    | Rosja         | 83,59 | 92,61 |
| Antti Ruuskanen     | Finlandia     | 83,45 | 87,33 |
| Spirídon Lebésis    | Grecja        | 82,90 | 82,90 |
| Ainārs Kovals       | Łotwa         | 82,33 | 86,64 |
| Ēriks Rags          | Łotwa         | 82,05 | 86,47 |
| Uładzimir Kazłou    | Białoruś      | 81,86 | 82,06 |
| Roman Awramenko     | Ukraina       | 81,12 | 81,12 |
| Ioánnis Smaliós     | Grecja        | 80,77 | 80,77 |
| Jérôme Haeffler     | Francja       | 80,37 | 80,37 |
| Dmytro Kosynski     | Ukraina       | 79,53 | 79,53 |
| Csongor Olteán      | Węgry         | 78,93 | 80,01 |
| Gabriel Wallin      | Szwecja       | 78,31 | 80,71 |
| Martin Benák        | Słowacja      | 76,42 | 76,42 |
| Rafael Baraza       | Hiszpania     | 76,21 | 76,21 |

## Przebieg zawodów

### Eliminacje
Sportowcy w rundzie eliminacyjnej zostali podzieleni na 2 grupy. Aby dostać się do finału, w którym wystartowało 12 zawodników, należało rzucić co najmniej 81,00 m. W przypadku gdyby rezultat ten osiągnęła mniejsza liczba oszczepników kryterium awansu były najlepsze wyniki uzyskane przez startujących (q). Podobna sytuacja miałaby miejsce gdyby żaden ze startujących nie uzyskał wyznaczonego minimum. Sportowców podzielono na dwie grupy kwalifikacyjne: A i B.

#### Grupa A

##### Rezultaty
Minimum kwalifikacyjne w grupie A osiągnęło tylko dwóch miotaczy: Fin Teemu Wirkkala oraz Niemiec Matthias de Zordo. Po zakończeniu rywalizacji w grupie B okazało się, że jeszcze pięciu miotaczy z pierwszej grupy wywalczył – dzięki dobrym wynikom – awans do finału.
| Poz. | Imię i nazwisko     | 1     | 2     | 3     | Rezultat | Uwagi |
| ---- | ------------------- | ----- | ----- | ----- | -------- | ----- |
| 1.   | Teemu Wirkkala      | 76,89 | 83,57 | –     | 83,57    | Q     |
| 2.   | Matthias de Zordo   | 74,89 | 77,82 | 82,34 | 82,34    | Q     |
| 3.   | Ainārs Kovals       | 78,58 | 78,22 | 79,32 | 79,32    | q     |
| 4.   | Andreas Thorkildsen | X     | X     | 78,82 | 78,82    | q     |
| 5.   | Roman Awramenko     | 74,84 | X     | 78,11 | 78,11    | q     |
| 6.   | Vítězslav Veselý    | X     | 77,76 | 74,99 | 77,76    | q     |
| 7.   | Siergiej Makarow    | 76,69 | 74,13 | 74,54 | 76,69    | q     |
| 8.   | Csongor Olteán      | 76,53 | 75,05 | X     | 76,53    |       |
| 9.   | Gabriel Wallin      | 71,85 | X     | 76,12 | 76,12    |       |
| 10.  | Jakub Vadlejch      | X     | 76,04 | X     | 76,04    |       |
| 11.  | Ioánnis Smaliós     | 71,57 | X     | –     | 71,57    |       |

#### Grupa B

##### Rezultaty
Minimum kwalifikacyjne w grupie B osiągnął tylko jeden miotaczy: Fin Tero Pitkämäki. Po zakończeniu rywalizacji w grupie B okazało się, że jeszcze czterech miotaczy z pierwszej grupy wywalczył – dzięki dobrym wynikom – awans do finału.
| Poz. | Imię i nazwisko     | 1     | 2     | 3     | Rezultat | Uwagi |
| ---- | ------------------- | ----- | ----- | ----- | -------- | ----- |
| 1.   | Tero Pitkämäki      | 76,65 | 83,15 | –     | 83,15    | Q     |
| 2.   | Dmytro Kosynski     | X     | 71,30 | 79,29 | 79,29    | q     |
| 3.   | Ēriks Rags          | X     | X     | 78,45 | 78,45    | q     |
| 4.   | Petr Frydrych       | 77,56 | X     | 75,96 | 75,96    | q     |
| 5.   | Ołeksandr Pjatnycia | 77,20 | X     | 77,54 | 77,54    | q     |
| 6.   | Uładzimir Kazłou    | X     | 76,29 | 72,33 | 72,33    |       |
| 7.   | Harri Haatainen     | 75,83 | X     | X     | 75,83    |       |
| 8.   | Jérôme Haeffler     | 67,60 | 75,60 | X     | 75,60    |       |
| 9.   | Rafael Baraza       | 71,96 | 68,22 | 73,34 | 73,34    |       |
| 10.  | Martin Benák        | 73,18 | X     | X     | 73,18    |       |
| 11.  | Ilja Korotkow       | 72,04 | X     | 71,07 | 72,04    |       |
| 12.  | Vadims Vasiļevskis  | X     | X     | 67,56 | 67,56    |       |

#### Podsumowanie eliminacji
Poniższa tabela przedstawia rezultaty rundy eliminacyjnej po scaleniu wyników z grupy A i grupy B. Kolorem wyróżniono zawodników, którzy awansowali do finału.
| Poz. | Grupa | Imię i nazwisko     | Reprezentacja | Rezultat | Uwagi |
| ---- | ----- | ------------------- | ------------- | -------- | ----- |
| 1    | A     | Teemu Wirkkala      | Finlandia     | 83,57    | Q     |
| 2    | B     | Tero Pitkämäki      | Finlandia     | 83,15    | Q     |
| 3    | A     | Matthias de Zordo   | Niemcy        | 82,34    | Q     |
| 4    | A     | Ainārs Kovals       | Łotwa         | 79,32    | q     |
| 5    | B     | Dmytro Kosynski     | Ukraina       | 79,29    | q     |
| 6    | A     | Andreas Thorkildsen | Norwegia      | 78,82    | q     |
| 7    | B     | Ēriks Rags          | Łotwa         | 78,45    | q     |
| 8    | A     | Roman Awramenko     | Ukraina       | 78,11    | q     |
| 9    | A     | Vítězslav Veselý    | Czechy        | 77,76    | q     |
| 10   | B     | Petr Frydrych       | Czechy        | 77,56    | q     |
| 11   | B     | Ołeksandr Pjatnycia | Ukraina       | 77,54    | q     |
| 12   | A     | Siergiej Makarow    | Rosja         | 76,69    | q     |
| 13   | A     | Csongor Olteán      | Węgry         | 76,53    |       |
| 14   | B     | Uładzimir Kazłou    | Białoruś      | 76,29    |       |
| 15   | A     | Gabriel Wallin      | Szwecja       | 76,12    |       |
| 16   | A     | Jakub Vadlejch      | Czechy        | 76,04    |       |
| 17   | B     | Harri Haatainen     | Finlandia     | 75,83    |       |
| 18   | B     | Jérôme Haeffler     | Francja       | 75,60    |       |
| 19   | B     | Rafael Baraza       | Hiszpania     | 73,34    |       |
| 20   | B     | Martin Benák        | Słowacja      | 73,18    |       |
| 21   | B     | Ilja Korotkow       | Rosja         | 72,04    |       |
| 22   | A     | Ioánnis Smaliós     | Grecja        | 71,57    |       |
| 23   | B     | Vadims Vasiļevskis  | Łotwa         | 67,56    |       |

### Finał
Do finału awansowało 12 zawodników. Po 3 kolejkach rzutów pozostała czołowa ósemka, która walczyła o tytuł mistrza Europy. Już po pierwszych trzech seriach z rywalizacji odpadł jeden z faworytów, wicelider tabel światowych, Czech Petr Frydrych. Złoty medal rzutem na odległość 88,37 zapewnił sobie w drugiej kolejce broniący tytułu Norweg Andreas Thorkildsen. Po pierwszej serii rzutów niespodziewanym liderem był młody niemiecki oszczepnik Matthias de Zordo, który rezultatem 86,22 ustanowił swój rekord życiowy. W drugiej kolejce Niemiec poprawił swój wynik rzucając 87,11 jednak po chwili Thorklidsen odpowiedział rzutem na odległość 88,37 i objął prowadzenie, którego nie oddał do końca konkursu. Trzecie miejsce, dzięki rzutowi w piątej kolejce na odległość 86,67 zapewnił sobie wicemistrz Europy z 2006 roku Tero Pitkämäki, który walkę o brąz stoczył ze swoim rodakiem Teemu Wirkkala oraz Ukraińcem Ołeksandrem Pjatnycią.
| Poz. | Imię i nazwisko     | Narodowość | 1     | 2     | 3     | 4     | 5     | 6     | Rezultat | Uwagi          |
| ---- | ------------------- | ---------- | ----- | ----- | ----- | ----- | ----- | ----- | -------- | -------------- |
| 1    | Andreas Thorkildsen | Norwegia   | 86.32 | 88.37 | 86.30 | 84.12 | —     | 83.40 | 88.37    |                |
| 2    | Matthias de Zordo   | Niemcy     | 86.22 | 87.81 | 87.06 | x     | x     | 84.12 | 87.81    | Rekord życiowy |
| 3    | Tero Pitkämäki      | Finlandia  | 81.47 | x     | 82.30 | 83.96 | 86.67 | 86.31 | 86.67    |                |
| 4    | Ołeksandr Pjatnycia | Ukraina    | 81.24 | 80.91 | 78.91 | 82.01 | 76.59 | x     | 82.01    |                |
| 5    | Teemu Wirkkala      | Finlandia  | 78.52 | 76.94 | 81.76 | x     | 81.14 | 81.31 | 81.76    |                |
| 6    | Ainārs Kovals       | Łotwa      | 81.19 | x     | x     | x     | 75.19 | 80.55 | 81.19    |                |
| 7    | Siergiej Makarow    | Rosja      | 80.86 | 78.31 | 78.89 | x     | x     | —     | 80.86    |                |
| 8    | Roman Awramenko     | Ukraina    | x     | x     | 78.65 | x     | x     | 79.52 | 79.52    |                |
| 9    | Vítězslav Veselý    | Czechy     | 69.42 | x     | 77.83 |       |       |       | 77.83    |                |
| 10   | Petr Frydrych       | Czechy     | 77.30 | 76.69 | 76.76 |       |       |       | 77.30    |                |
| 11   | Ēriks Rags          | Łotwa      | x     | 76.93 | 76.08 |       |       |       | 76.93    |                |
| 12   | Dmytro Kosynski     | Ukraina    | x     | 73.26 | 73.11 |       |       |       | 73.26    |                |